# La Ressource
La Ressource es una localidad de Santa Lucía, que forma parte del distrito de Dennery.